# Felleries
Felleries est une commune française, située dans le département du Nord en région Hauts-de-France.

## Géographie

### Localisation

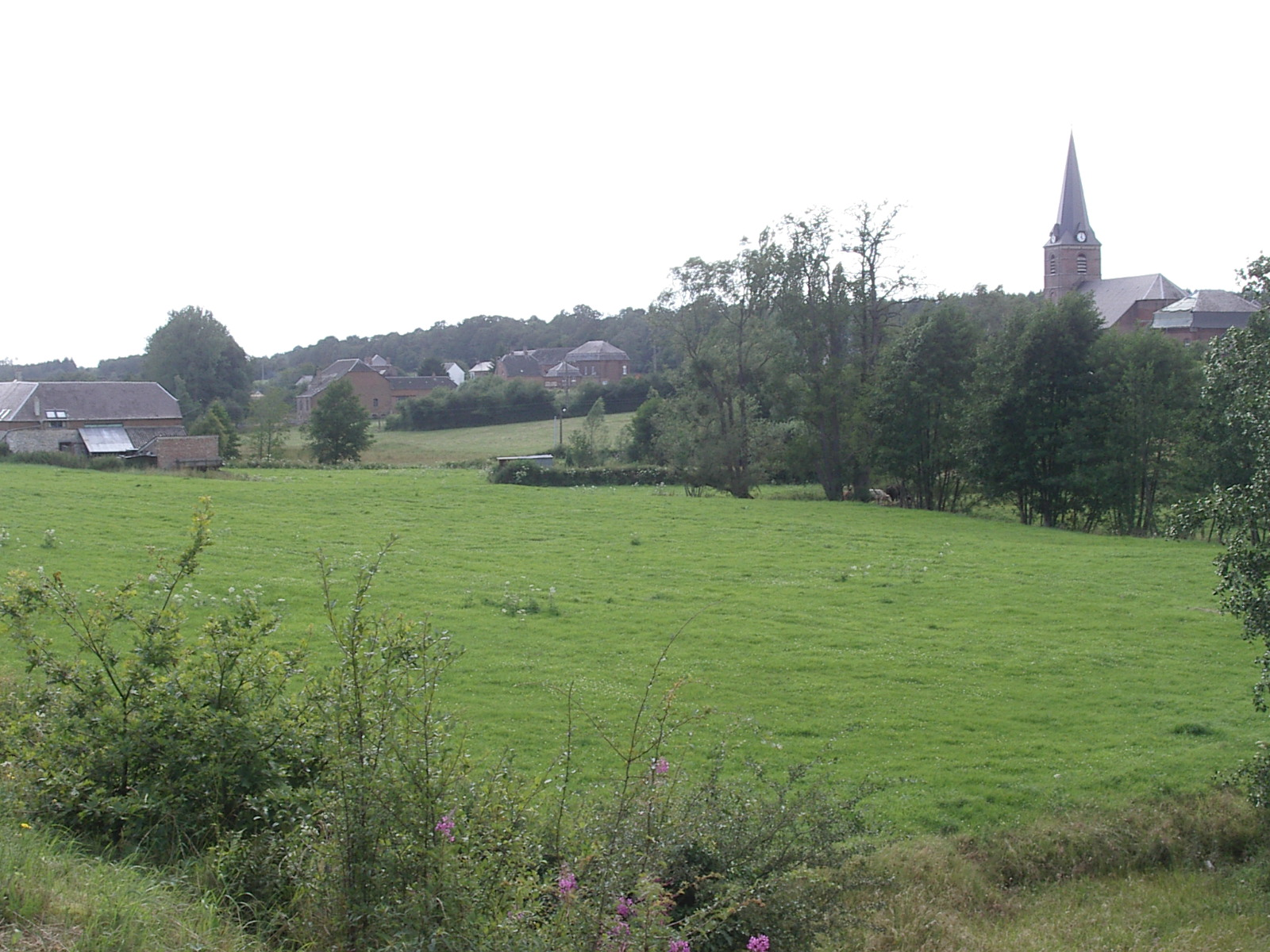
vue générale.

Felleries est un bourg de l'Avesnois sitié situe dans le sud-est du département du Nord (Hainaut), et limitrophe de la Belgique en plein cœur du Parc naturel régional de l'Avesnois, à 8 km d'Avesnes-sur-Helpe, sous-préfecture, et 100 km de Lille, préfecture du Nord. Valenciennes, Mons  et Charleroi se trouvent à 45 km.
Felleries fait partie administrativement de l'Avesnois, géologiquement des Ardennes, historiquement du Hainaut et ses paysages rappellent la Thiérache[réf. nécessaire].
Felleriess se trouve dans la zone d'emploi de Maubeuge et le bassin de vie d'Avesnes-sur-Helpe

### Communes limitrophes
Les communes limitrophes sont Sars-Poteries, Ramousies, Sémeries, Solre-le-Château, Willies, Beugnies, Clairfayts, Flaumont-Waudrechies et Liessies.
| Beugnies             | Sars-Poteries | Solre-le-Château        |
| Flaumont-Waudrechies | Felleries     | Clairfayts Eppe-Sauvage |
| Sémeries             | Ramousies     | Willies Liessies        |

### Géologie et relief
La superficie de la commune est de 19,49 km2 ; son altitude varie de 160  à   236 mètres.

### Hydrographie

#### Réseau hydrographique
La commune est située dans le bassin Artois-Picardie. Elle est drainée par le ruisseau de la Belleuse, la Perrière, la Taquennerie, le Felleries, le Muid, le Rayt, le Rocinsart, le ruisseau de Bouvret et divers autres petits cours d'eau,.

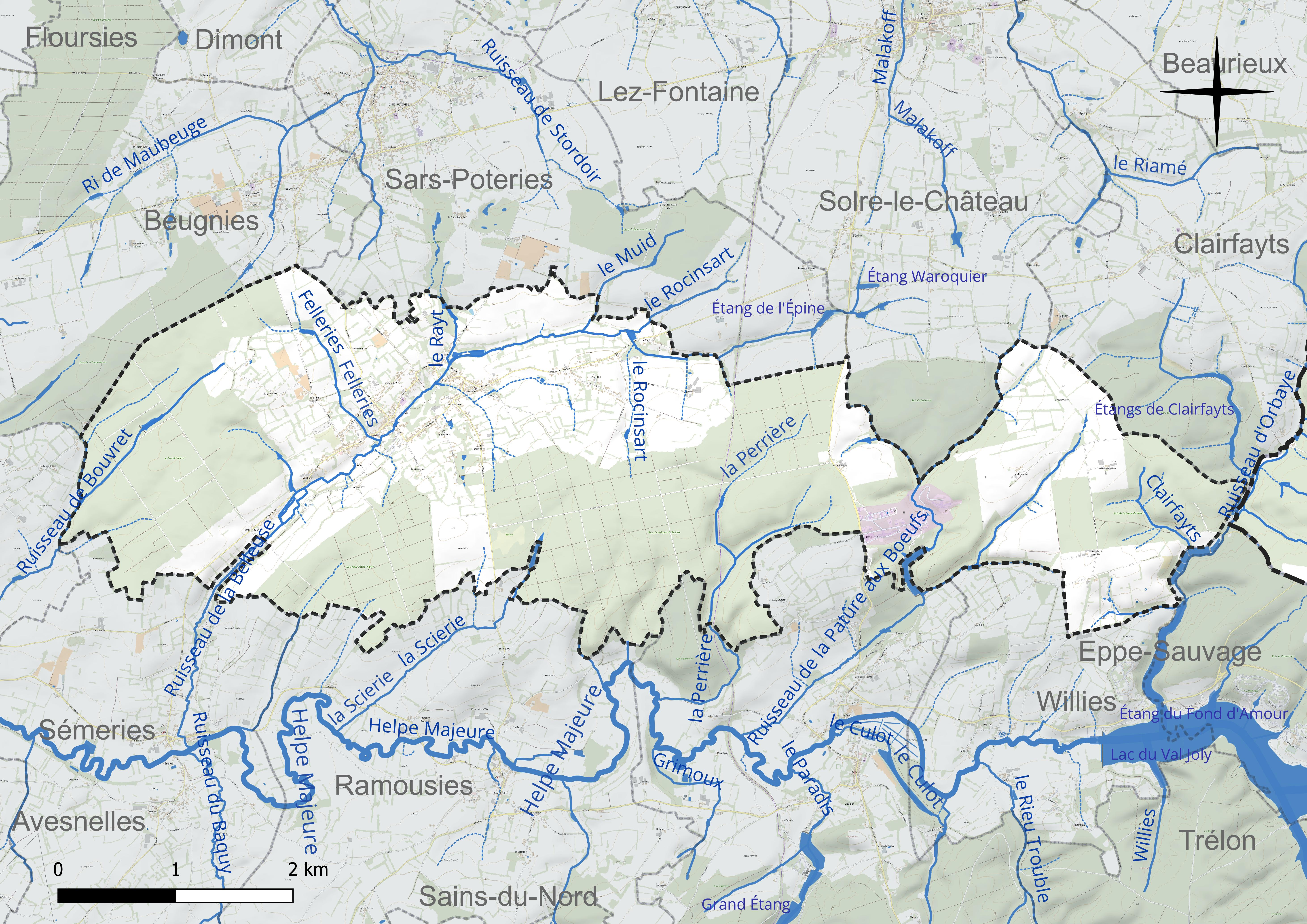
Carte hydropgraphique de la commune.
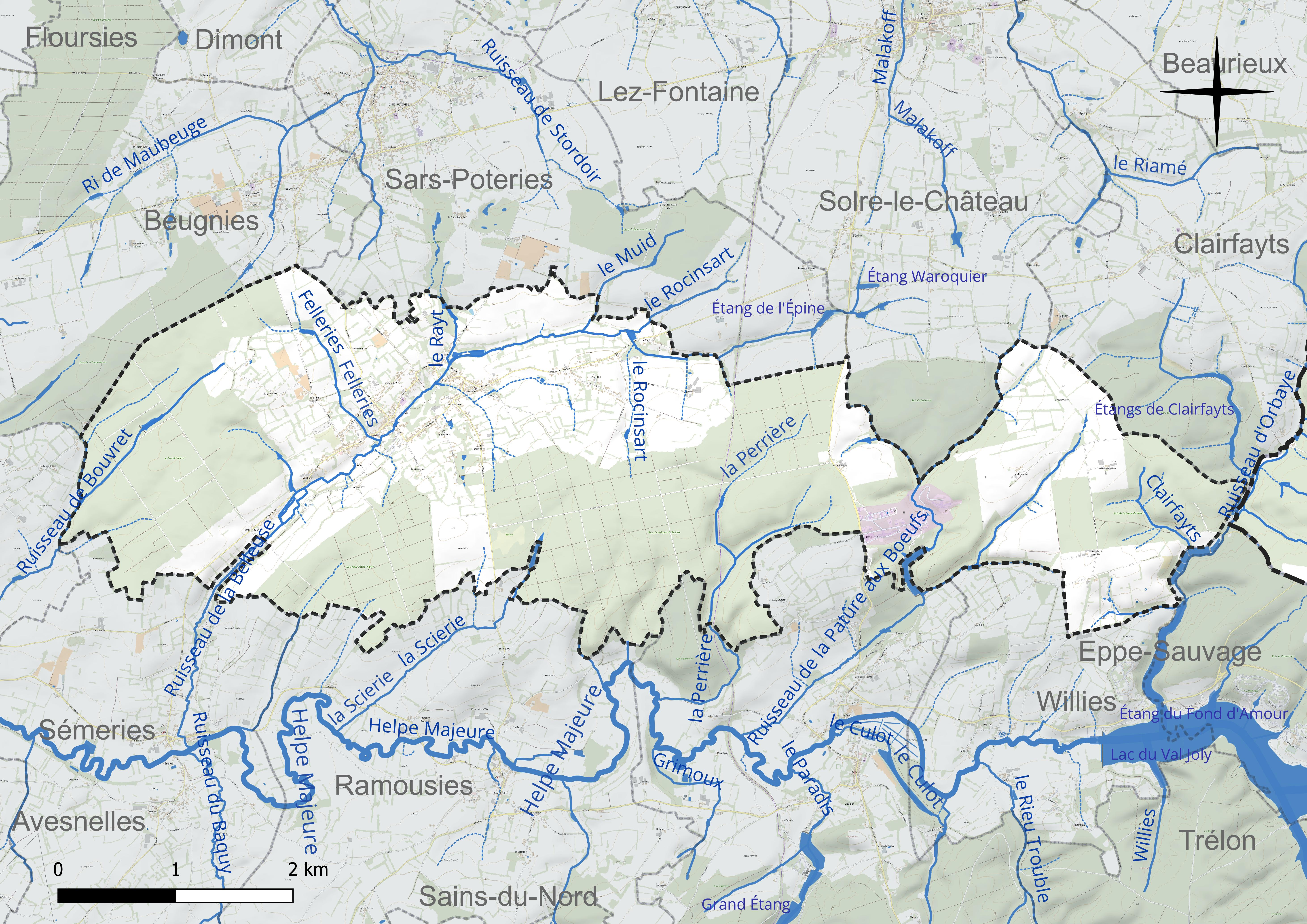
Réseau hydrographique de Felleries.

#### Gestion et qualité des eaux
Le territoire communal est couvert par le schéma d'aménagement et de gestion des eaux (SAGE) « Sambre ». Ce document de planification concerne un territoire de 1 253 km2 de superficie, délimité par le bassin versant de la Sambre. Le périmètre a été arrêté le 1er novembre 2003 et le SAGE proprement dit a été approuvé le 21 septembre 2012, puis modifié le 18 août 2022. La structure porteuse de l'élaboration et de la mise en œuvre est le syndicat mixte du Parc naturel régional de l'Avesnois.
La qualité des cours d'eau peut être consultée sur un site dédié géré par les agences de l'eau et l'Agence française pour la biodiversité.

### Climat
Pour des articles plus généraux, voir Climat des Hauts-de-France et Climat du Nord.
En 2010, le climat de la commune est de type climat des marges montargnardes, selon une étude du CNRS s'appuyant sur une série de données couvrant la période 1971-2000. En 2020, Météo-France publie une typologie des climats de la France métropolitaine dans laquelle la commune est exposée à un climat océanique altéré et est dans la région climatique Nord-est du bassin Parisien, caractérisée par un ensoleillement médiocre, une pluviométrie moyenne régulièrement répartie au cours de l'année et un hiver froid (3 °C).
Pour la période 1971-2000, la température annuelle moyenne est de 9,7 °C, avec une amplitude thermique annuelle de 14,7 °C. Le cumul annuel moyen de précipitations est de 905 mm, avec 12,9 jours de précipitations en janvier et 10,1 jours en juillet. Pour la période 1991-2020, la température moyenne annuelle observée sur la station météorologique la plus proche, située sur la commune de Saint-Hilaire-sur-Helpe à 9 km à vol d'oiseau, est de 10,5 °C et le cumul annuel moyen de précipitations est de 802,4 mm,. Pour l'avenir, les paramètres climatiques de la commune estimés pour 2050 selon différents scénarios d'émission de gaz à effet de serre sont consultables sur un site dédié publié par Météo-France en novembre 2022.

### Paysages
L'Avesnois est connu pour ses prairies, son bocage et son relief un peu vallonné dans sa partie sud-est (début des contreforts des Ardennes), dite « petite Suisse du Nord ».

## Urbanisme

### Typologie
Au 1er janvier 2024, Felleries est catégorisée commune rurale à habitat dispersé, selon la nouvelle grille communale de densité à sept niveaux définie par l'Insee en 2022.
Elle est située hors unité urbaine et hors attraction des villes,.

### Occupation des sols

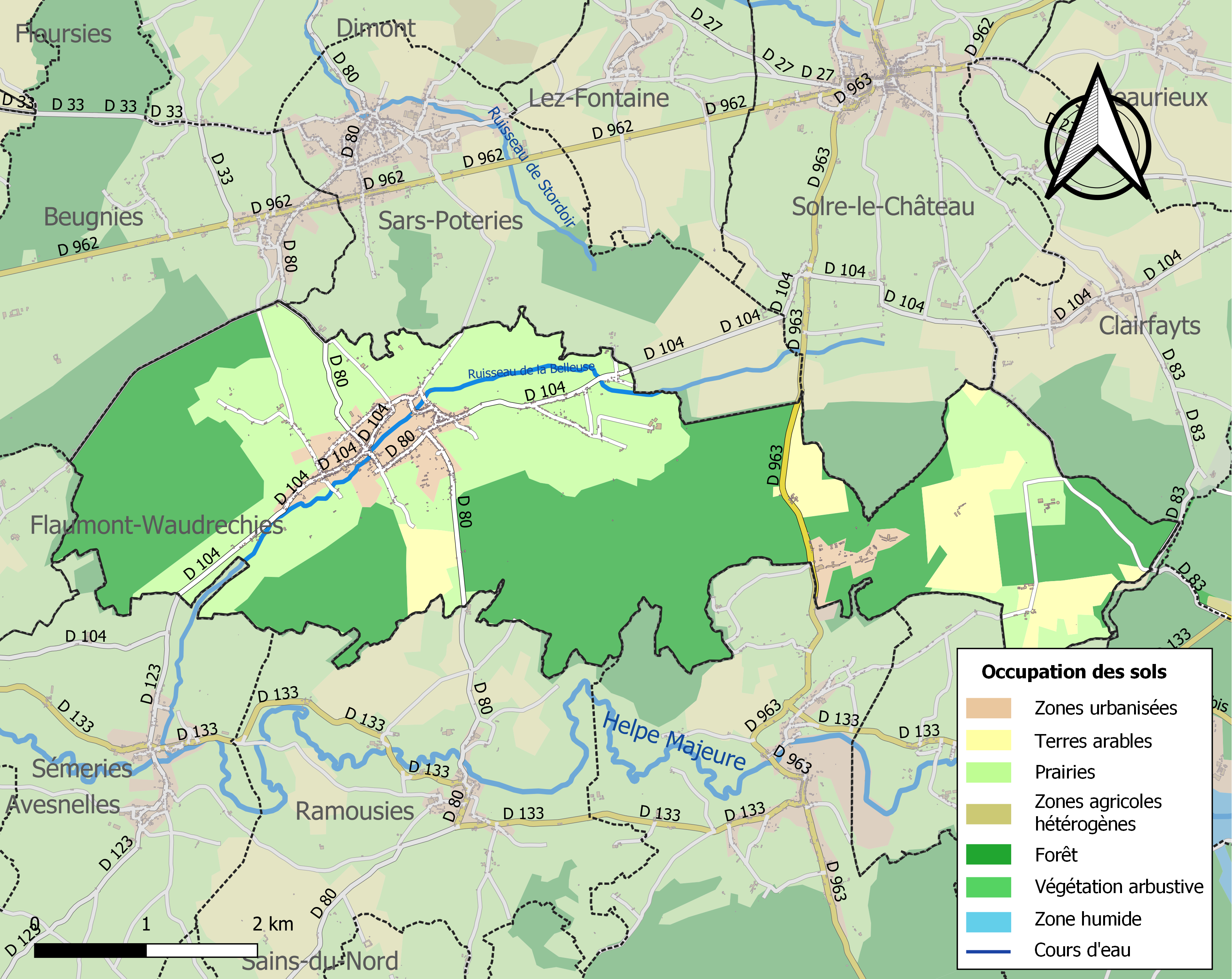
Carte des infrastructures et de l'occupation des sols de la commune en 2018 (CLC).

L'occupation des sols de la commune, telle qu'elle ressort de la base de données européenne d'occupation biophysique des sols Corine Land Cover (CLC), est marquée par l'importance des forêts et milieux semi-naturels (51 % en 2018), une proportion identique à celle de 1990 (51 %). La répartition détaillée en 2018 est la suivante :
forêts (51 %), prairies (34,4 %), terres arables (8,6 %), zones urbanisées (6 %). L'évolution de l'occupation des sols de la commune et de ses infrastructures peut être observée sur les différentes représentations cartographiques du territoire : la carte de Cassini (XVIIIe siècle), la carte d'état-major (1820-1866) et les cartes ou photos aériennes de l'IGN pour la période actuelle (1950 à aujourd'hui).

### Habitat et logement
En 2020, le nombre total de logements dans la commune était de 626, alors qu'il était de 625 en 2015 et de 605 en 2010.
Parmi ces logements, 88,1 % étaient des résidences principales, 1,8 % des résidences secondaires et 10,1 % des logements vacants. Ces logements étaient pour 91,1 % d'entre eux des maisons individuelles et pour 6 % des appartements.
Le tableau ci-dessous présente la typologie des logements à Felleries en 2020 en comparaison avec celle du Nord et de la France entière. Une caractéristique marquante du parc de logements est ainsi une proportion de résidences secondaires et logements occasionnels (1,8 %) supérieure à celle du département (1,7 %) mais inférieure à celle de la France entière (9,7 %).
| Typologie                                               | Felleries | Nord | France entière |
| ------------------------------------------------------- | --------- | ---- | -------------- |
| Résidences principales (en %)                           | 88,1      | 90,7 | 82,1           |
| Résidences secondaires et logements occasionnels (en %) | 1,8       | 1,7  | 9,7            |
| Logements vacants (en %)                                | 10,1      | 7,7  | 8,2            |

## Toponymie
Felgeriis, 1122, cart. de l'abb. de Liessies. — Feleries, 1186, J. de Guise, XII, 339. — Fullerines, 1250, cart. de l'abb. de Liessies — Feeleries — Fecleries — Fleury, dans titres divers
L'origine du nom provient de Filuhari, anthroponyme d'origine germanique et du suffixe -iacas (le domaine de).

## Histoire

### Moyen Âge
Le village tire son origine d'une clairière défrigée pendant le haut Moyen Âge. L'église dédiée à Saint Lambert remonte probablement au VIIIe siècle et est donnée à l'abbaye de Liessies avant 1128. Felleries devient le siège d'une paroisse en 1186.
Felleries, quoique n'étant encore, au XVIe siècle, qu'un hameau de Ramousies, formait cependant, déjà, en 1180, une paroisse particulière figurant dans la liste donnée par J. de Guise, XII, 339, à l'occasion des tailles imposées au clergé du Hainaut par les évêques de Cambrai et d'Arras (cf "Bulletin de la commission historique du département du Nord" - tome IX - 1866).

### Temps modernes
En 1602, une nouvelle paroisse est créée. Felleries développe un artisanat puis une industrie de la boissellerie aussi appelé localement bois-jolis. Dès 1600, les habitants fabriquent des sabots, des louches et d'autres ustensiles en bois liés au textile tels que les fuseaux à dentalle, ailettes de rouets, etc. Ce développement se fait en lien avec le développement textile qui s'étend de Fourmies à Avesnes-sur-Helpe.

### Révolution française et Empire
1790 : à la suite de la subdivision des départements français en districts, à compter de 1790, Felleries se trouve dans le canton d'Avesnes appartenant au district d'Avesnes jusqu'en 1795, date à laquelle les districts sont supprimés par la constitution du 5 fructidor An III (22 août 1795). Ils seront remplacés par les arrondissements créés par la loi du 28 pluviôse an VIII (17 février 1800)
Felleries figure sur les Plans du cadastre napoléonien (1813 et 1868).

### Époque contemporaine
Extrait du livre Description du Nord de F. Grille 1825-1838 : « L'arrondissement d'Avesnes étant couvert de bois, offre de grandes ressources pour le commerce de la boissellerie. Felleries est le centre de cette fabrication, qui s'étend ensuite dans plus de trente à quarante communes aux alentours. Il n'est sorte d'ustensiles que les boisseliers n'exécutent, depuis les cuillers, les écuelles, les égrugeoirs, les livrettes ou machines à mesurer le beurre, les éclissons ou moules pour les fromages, jusqu'aux boîtes à poivre, gobelets d'enfans, pièges pour les souris, robinets, etc. On compte plus de cinquante objets différents fabriqués à Felleries : pelles à remuer le grain, manches d'alênes et de faucilles, attelés pour harnois, ellettes pour filer le lin et la laine, bobines, fuseaux, rouets de toutes qualités, cercles de tambours, sabots ordinaires, sabots flamands, sabots longs dits incroyables. Ces produits et tous ceux de la même nature obtenus dans le Nord sont consommés pour moitié dans le département même ; l'autre moitié s'expédie dans les provinces voisines, soit françaises, soit belges et hollandaises : il en est fait aussi des pacotilles pour l'Amérique. »

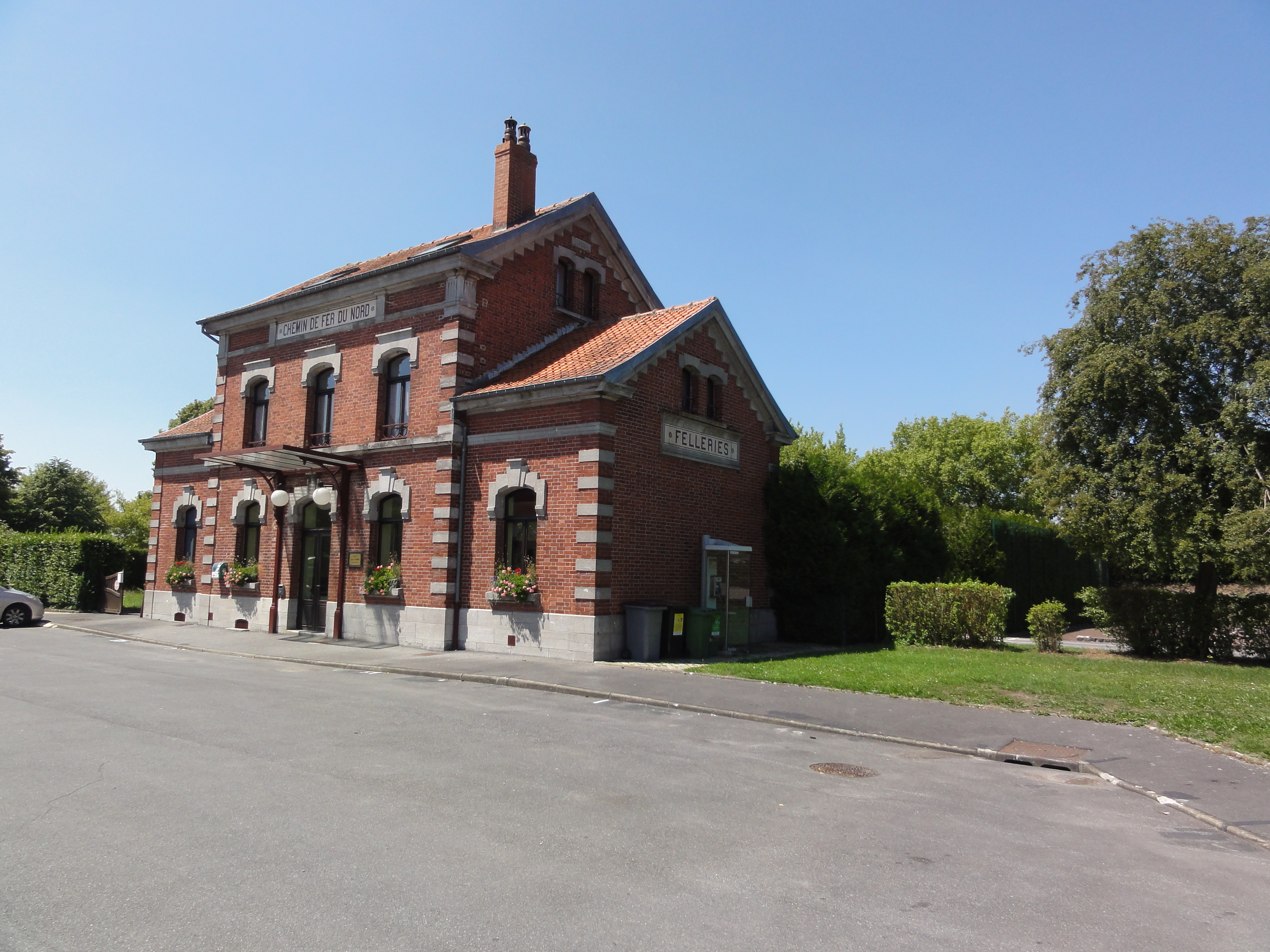
L'ancienne gare

La ligne de chemin de fer Avesnes-sur-Helpe - Sars-Poteries. Inscrite dans le plan Freycinet (loi du 17 juillet 1879), concédée à la Compagnie des chemins de fer du Nord par une loi du 20 novembre 1883, est ouverte au public le 20 juillet 1901. Elle relie Avesnes-sur-Helpe à Solre-le-Château, via Flaumont-Waudrechies, Sémeries, Felleries, Sars-Poteries. Jusqu'à la Seconde Guerre mondiale (16 août 1941), le transport des voyageurs est assuré. Ensuite, seul le transport de marchandises composé essentiellement par la livraison de fournitures agricoles (paille, engrais...) subsiste jusqu'en 1953. Les bâtiments existent encore aujourd'hui.
Première Guerre mondiale : après avoir envahi la Belgique, les Allemands entrent en France. Les Français cèdent devant leur poussée. Le 25 août 1914, des soldats français battent en retraite et se dirigent vers Avesnes-sur-Helpe. Les Allemands suivent. Ils incendient l'église de Felleries et 46 maisons dans le village. Felleries se trouvera en zone occupée jusqu'à l'Armistice du 11 novembre 1918.
Le 7 janvier 1929, le Conseil général du Nord adopte le principe de construction d'un sanatorium de 500 lits à cheval sur les communes de Felleries et Liessies. Les travaux débutent en 1931 au lieudit "Beausart". Il  comprend 3 pavillons, 2 pour les femmes avec chacun une capacité d'hébergement pour 150 malades, 1 pour les hommes pour 206 malades. Le premier pavillon ouvre en 1933
Seconde Guerre mondiale : venue de Belgique, la 7e Panzer (Division blindée), commandée par le maréchal Erwin Rommel, arrive dans l'Avesnois le 16 mai 1940 en passant par Clairfayts. Elle progresse très rapidement, rejoignant la route qui mène de Solre-le-Château aux "3 pavés" de Semousies, près de la ferme du Trianon, puis poursuit en passant à Avesnes-sur-Helpe (en empruntant l'avenue du Pont-Rouge) et continue vers Landrecies. Felleries sera ensuite occupée par les Allemands et libérée début septembre 1944 par des troupes américaines.

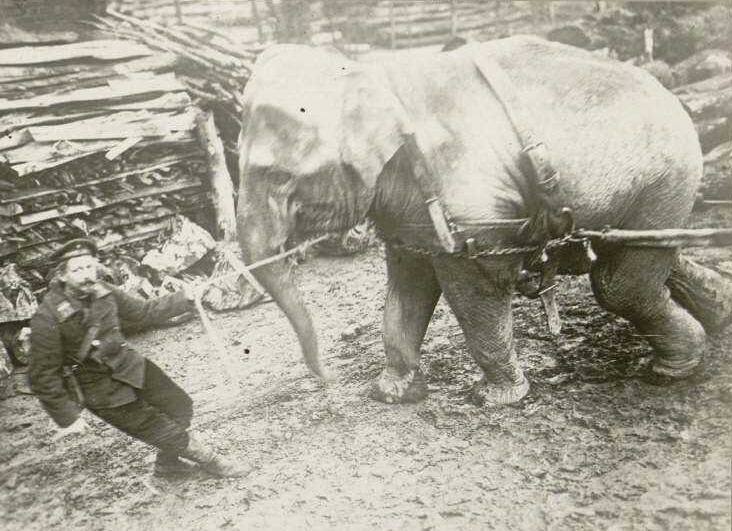
L'éléphante Jenny en 1915.

2015 : Le maire Pascal Noyon et son adjoint aux travaux Jean-Luc Vander Goten initient la création d'un éléphant grandeur nature, en osier sur armature d'acier, en souvenir de Jenny, éléphante du parc zoologique Tierpark Hagenbeck de Hambourg, amenée par les Allemands, durant la Première Guerre mondiale, pour servir de bête de somme et de trait. Aujourd'hui encore, la présence d'un pachyderme dans la campagne avesnoise paraîtrait pour le moins saugrenue ; on conçoit donc aisément qu'il y a un siècle - avant l'invention de la télévision, à une époque où l'on voyageait peu, où les livres et encyclopédies étaient peu répandus, où les jardins zoologiques étaient rares - la vue d'un tel animal, dont certains ignoraient jusqu'à l'existence, ait pu à ce point frapper les esprits et se maintenir dans les mémoires jusqu'à nos jours, par-delà les générations... Cette impressionnante réalisation de deux mètres cinquante de haut pour quatre mètres de long, pesant près de deux cent vingt kilogrammes, est l'œuvre de deux artisans locaux ; Florent Tilmant, coutelier, a construit le squelette métallique, tandis que Pascal Harbonnier, vannier, a réalisé l'habillage en osier. Bien sûr baptisée Jenny, elle est désormais la mascotte de la commune et ne manque aucune festivité...

## Politique et administration

### Rattachements administratifs et électoraux

#### Rattachements administratifs
La commune se trouve dans l'arrondissement d'Avesnes-sur-Helpe du département du Nord
Elle faisait partie depuis 1801 du canton d'Avesnes-sur-Helpe-Nord. Dans le cadre du redécoupage cantonal de 2014 en France, cette circonscription administrative territoriale a disparu, et le canton n'est plus qu'une circonscription électorale.

#### Rattachements électoraux
Pour les élections départementales, la commune fait partie depuis 2014 du canton de Fourmies
Pour l'élection des députés, elle fait partie de la troisième circonscription du Nord.

### Intercommunalité
Felleries était membre de la communauté de communes du Pays d'Avesnes, un établissement public de coopération intercommunale (EPCI) à fiscalité propre créé fin 1992 et auquel la commune avait transféré un certain nombre de ses compétences, dans les conditions déterminées par le code général des collectivités territoriales.
Conformément aux prescriptions de la loi de réforme des collectivités territoriales du 16 décembre 2010, qui a prévu le renforcement et la simplification des intercommunalités et la constitution de structures intercommunales de grande taille, cette intercommunalité a fusionné avec ses voisines pour former, le 30 mai 2013, la communauté de communes du Cœur de l'Avesnois, dont est désormais membre la commune.

### Liste des maires
| Période                                  | Période                        | Identité         | Étiquette | Qualité                                                                                       |
| ---------------------------------------- | ------------------------------ | ---------------- | --------- | --------------------------------------------------------------------------------------------- |
| Les données manquantes sont à compléter. |                                |                  |           |                                                                                               |
| avant 1802                               | 1808                           | Jean Jos. Hazard |           |                                                                                               |
|                                          |                                |                  |           |                                                                                               |
| 1939                                     |                                | Sandrart.        |           |                                                                                               |
|                                          |                                |                  |           |                                                                                               |
| juin 1995                                | mars 2001                      | Colette Sandrard |           |                                                                                               |
| mars 2001                                | 2014                           | Pascal Lambret   | DVD       | conseiller commercial chez Orange                                                             |
| 2014                                     | En cours (au 30 novembre 2023) | Pascal Noyon     | DVG       | Employé de commerce Réélu en avril 2023 après la démission d'une partie du conseil municipal, |

## Population et société

### Démographie

#### Évolution démographique
L'évolution du nombre d'habitants est connue à travers les recensements de la population effectués dans la commune depuis 1793. Pour les communes de moins de 10 000 habitants, une enquête de recensement portant sur toute la population est réalisée tous les cinq ans, les populations de référence des années intermédiaires étant quant à elles estimées par interpolation ou extrapolation. Pour la commune, le premier recensement exhaustif entrant dans le cadre du nouveau dispositif a été réalisé en 2004.

En 2022, la commune comptait 1 459 habitants, en évolution de +3,99 % par rapport à 2016 (Nord : +0,51 %, France hors Mayotte : +2,11 %).
| 1793  | 1800  | 1806  | 1821  | 1831  | 1836  | 1841  | 1846  | 1851  |
| ----- | ----- | ----- | ----- | ----- | ----- | ----- | ----- | ----- |
| 1 304 | 1 098 | 1 581 | 1 599 | 1 650 | 1 738 | 1 753 | 1 746 | 1 752 |

| 1856  | 1861  | 1866  | 1872  | 1876  | 1881  | 1886  | 1891  | 1896  |
| ----- | ----- | ----- | ----- | ----- | ----- | ----- | ----- | ----- |
| 1 686 | 1 723 | 1 769 | 1 729 | 1 846 | 1 932 | 2 049 | 1 955 | 1 922 |

| 1901  | 1906  | 1911  | 1921  | 1926  | 1931  | 1936  | 1946  | 1954  |
| ----- | ----- | ----- | ----- | ----- | ----- | ----- | ----- | ----- |
| 1 992 | 1 943 | 1 950 | 1 649 | 1 661 | 1 727 | 1 707 | 2 048 | 2 035 |

| 1962  | 1968  | 1975  | 1982  | 1990  | 1999  | 2004  | 2006  | 2009  |
| ----- | ----- | ----- | ----- | ----- | ----- | ----- | ----- | ----- |
| 1 656 | 1 651 | 1 880 | 1 882 | 1 621 | 1 387 | 1 489 | 1 483 | 1 590 |

| 2014  | 2019  | 2022  | - | - | - | - | - | - |
| ----- | ----- | ----- | - | - | - | - | - | - |
| 1 426 | 1 454 | 1 459 | - | - | - | - | - | - |

#### Pyramide des âges
La population de la commune est relativement jeune.
En 2018, le taux de personnes d'un âge inférieur à 30 ans s'élève à 30,2 %, soit en dessous de la moyenne départementale (39,5 %). À l'inverse, le taux de personnes d'âge supérieur à 60 ans est de 27,7 % la même année, alors qu'il est de 22,5 % au niveau départemental.
En 2018, la commune comptait 724 hommes pour 713 femmes, soit un taux de 50,38 % d'hommes, largement supérieur au taux départemental (48,23 %).
Les pyramides des âges de la commune et du département s'établissent comme suit.
| Hommes | Classe d’âge | Femmes |
| ------ | ------------ | ------ |
| 0,4    | 90 ou +      | 1,9    |
| 7,2    | 75-89 ans    | 10,3   |
| 17,9   | 60-74 ans    | 17,6   |
| 26,3   | 45-59 ans    | 21,9   |
| 17,7   | 30-44 ans    | 18,4   |
| 14,0   | 15-29 ans    | 14,8   |
| 16,5   | 0-14 ans     | 15,1   |

| Hommes | Classe d’âge | Femmes |
| ------ | ------------ | ------ |
| 0,5    | 90 ou +      | 1,4    |
| 5,3    | 75-89 ans    | 8,1    |
| 14,8   | 60-74 ans    | 16,2   |
| 19,1   | 45-59 ans    | 18,4   |
| 19,5   | 30-44 ans    | 18,7   |
| 20,7   | 15-29 ans    | 19,1   |
| 20,2   | 0-14 ans     | 18     |

### Cultes
Pour le culte catholique, le village fait partie de la paroisse Sainte-Hiltrude en Avesnois (Diocèse de Cambrai)

## Culture locale et patrimoine

### Lieux et monuments
- Église Saint-Lambert. .
- Le monument aux morts.
- L'ancienne gare.
- Moulin des Bois-Jolis.
- Musée des Bois Jolis de Felleries

- Anciennes brasseries : la brasserie-malterie Sirot devenue brasserie-malterie coopérative des Trois-Cantons ; la brasserie-malterie Danhiez.

- Un calvaire et quelques chapelles disséminées.
- L'éléphante Jenny

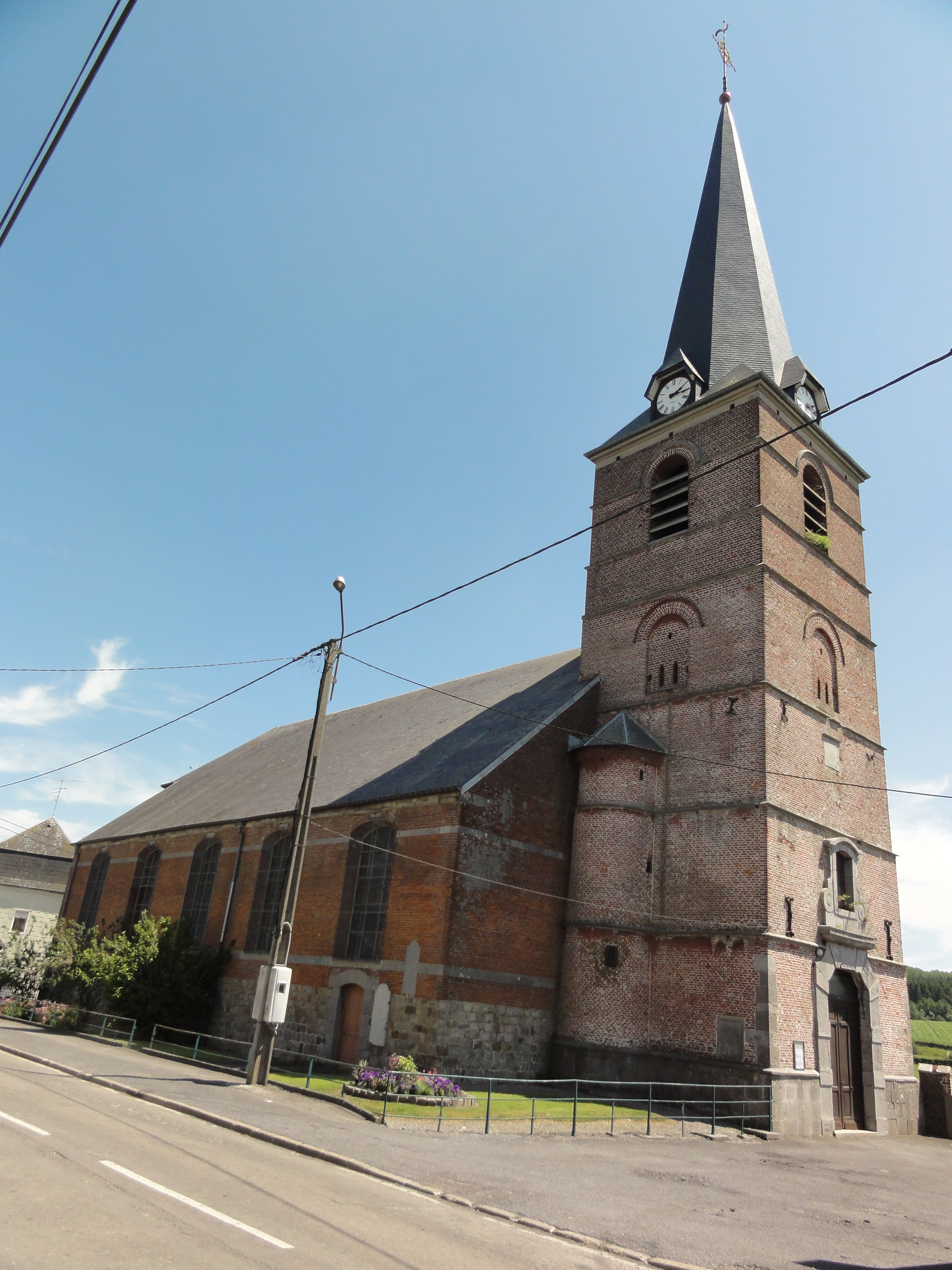
L'église Saint-Lambert
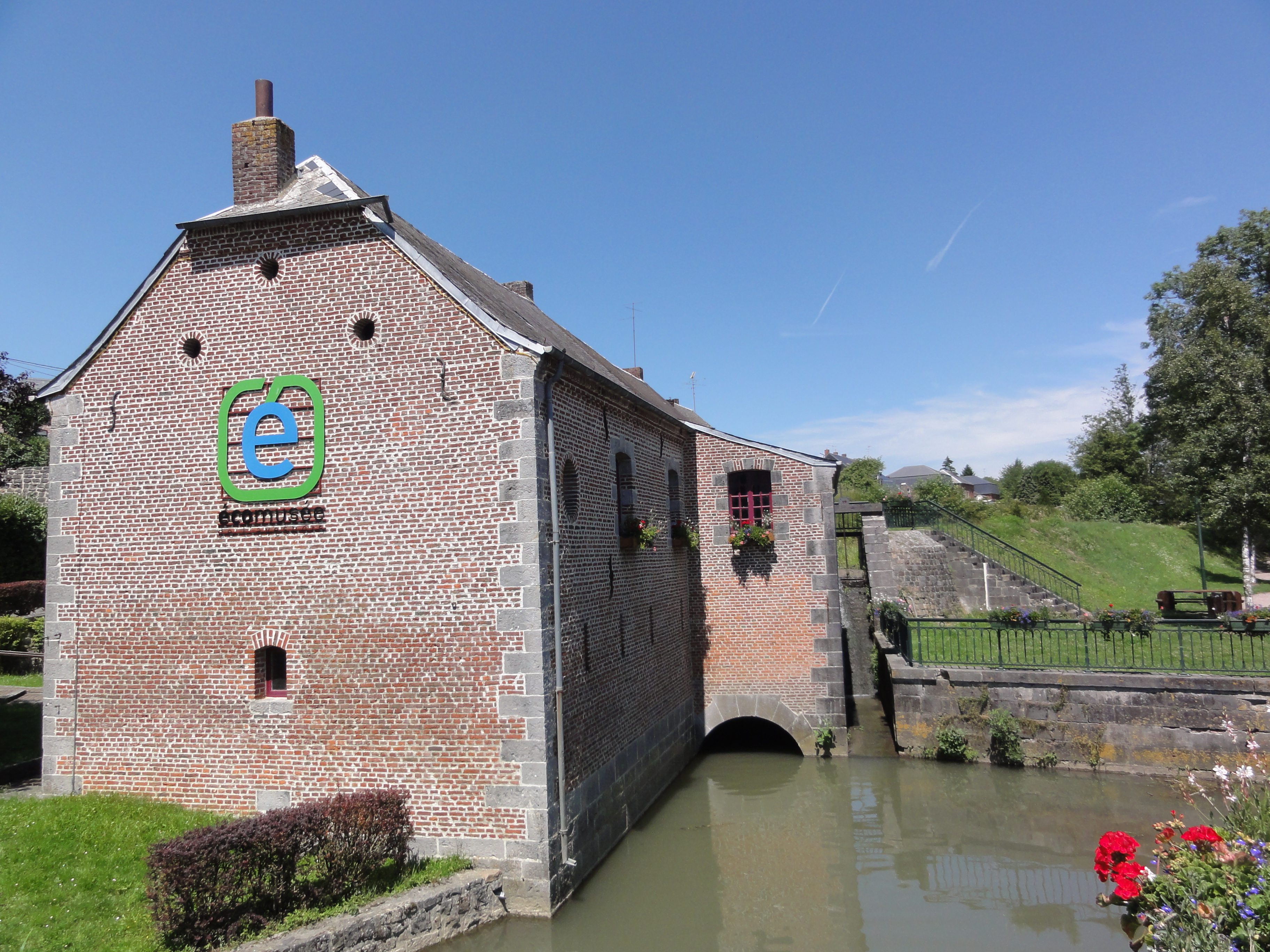
Le moulin à eau, actuellement écomusée
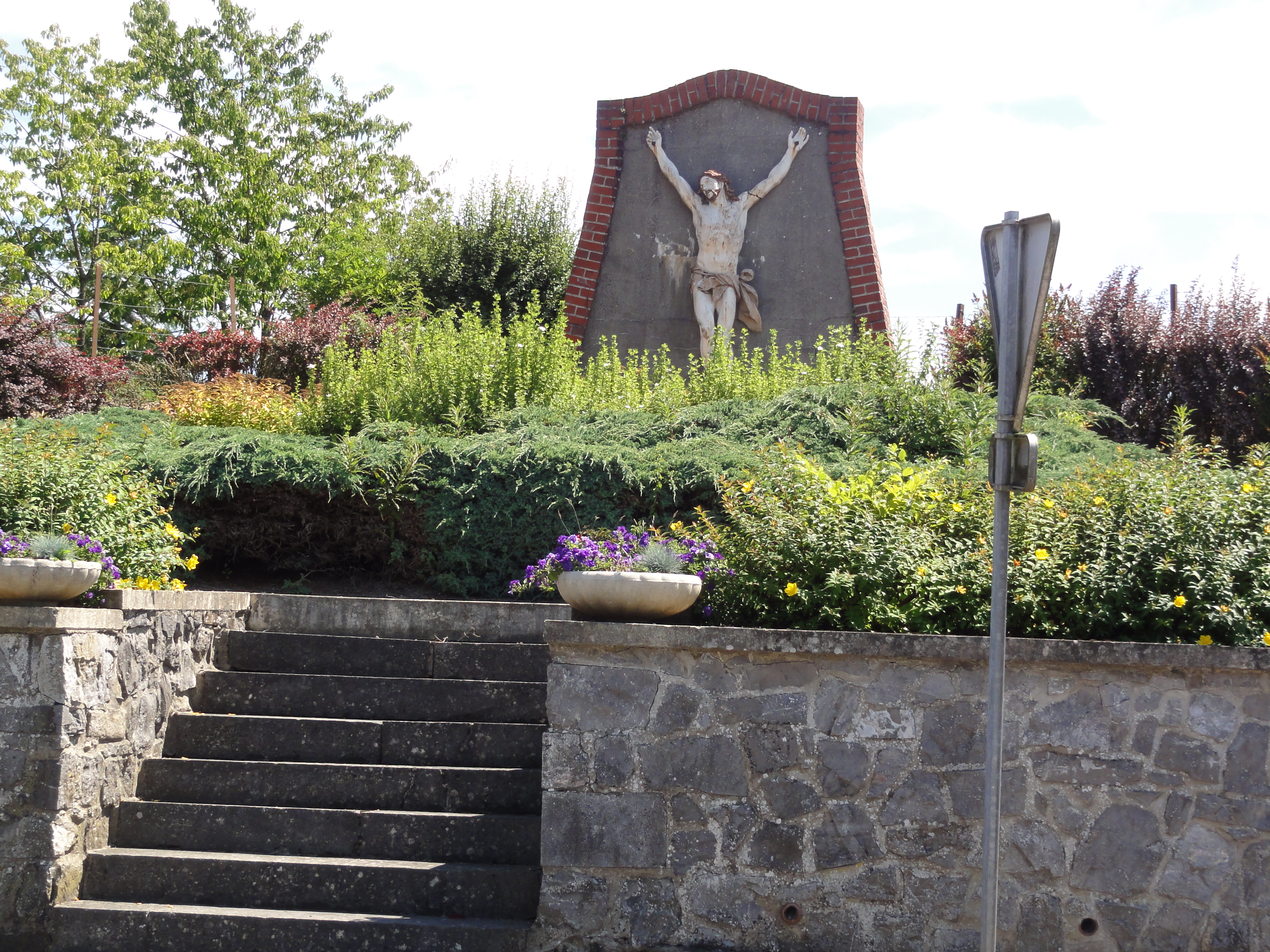
Le calvaire près de l'ancienne gare
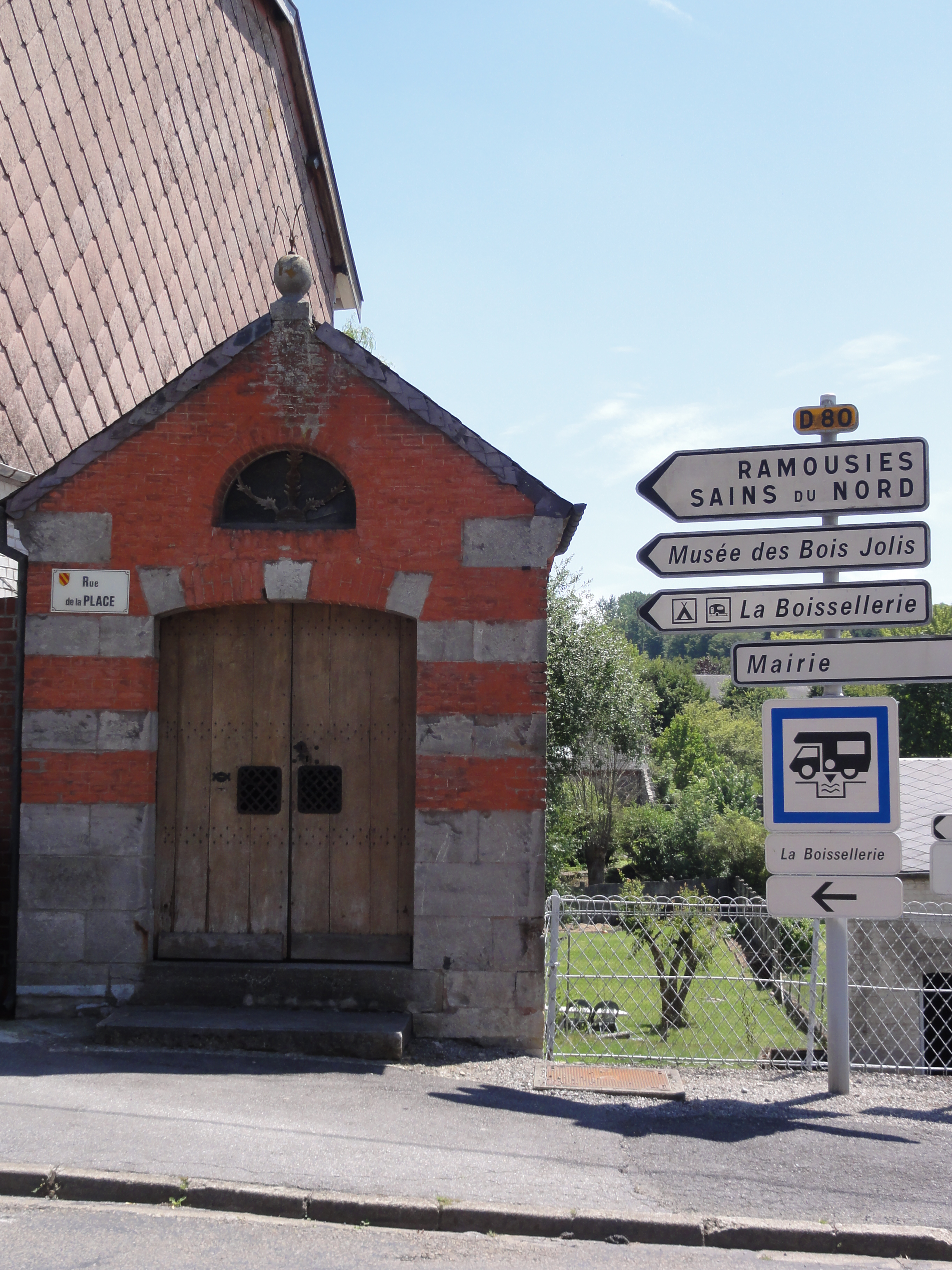
La chapelle, rue de la Place
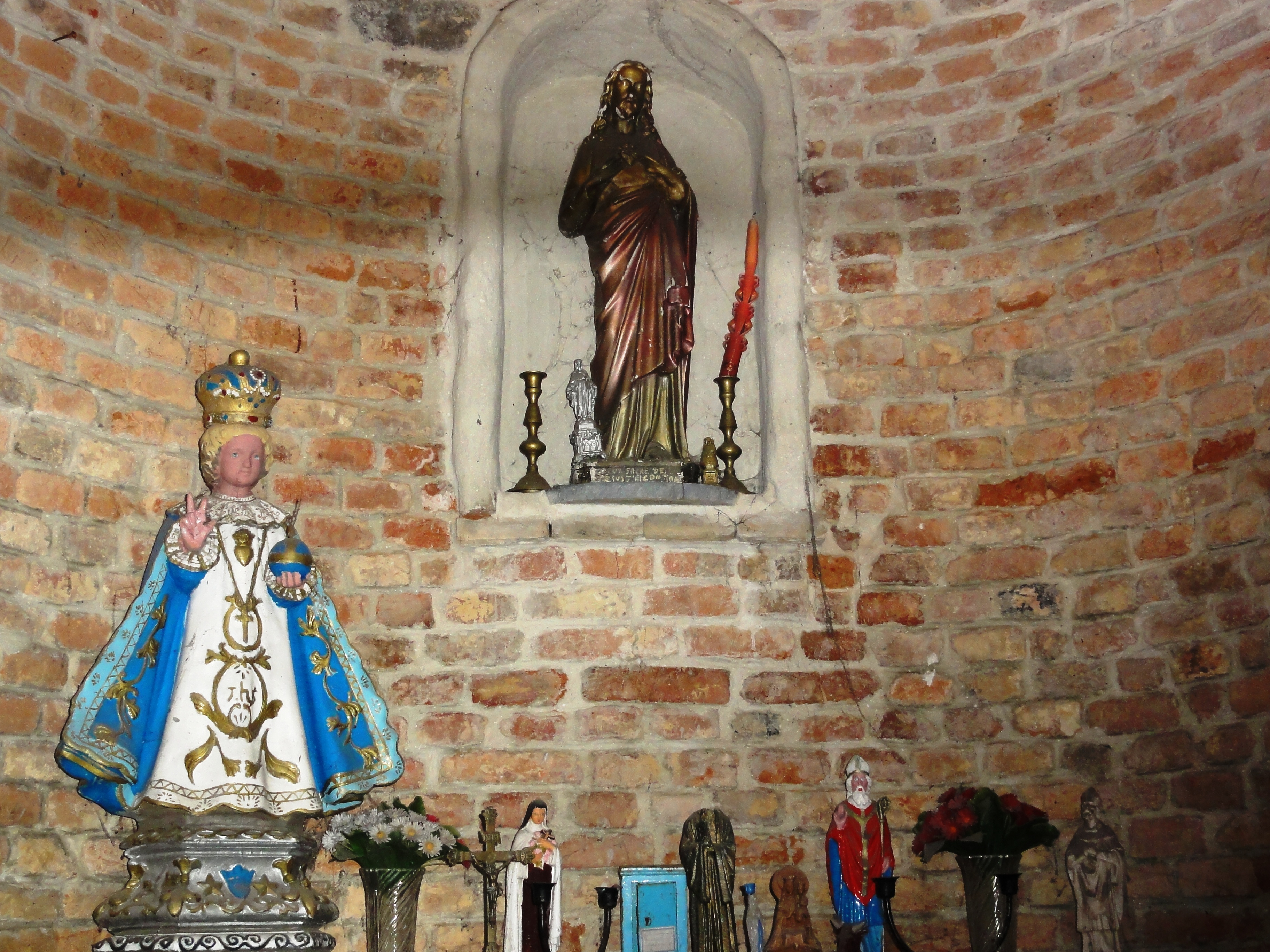
Les statues de la chapelle, rue de la Place
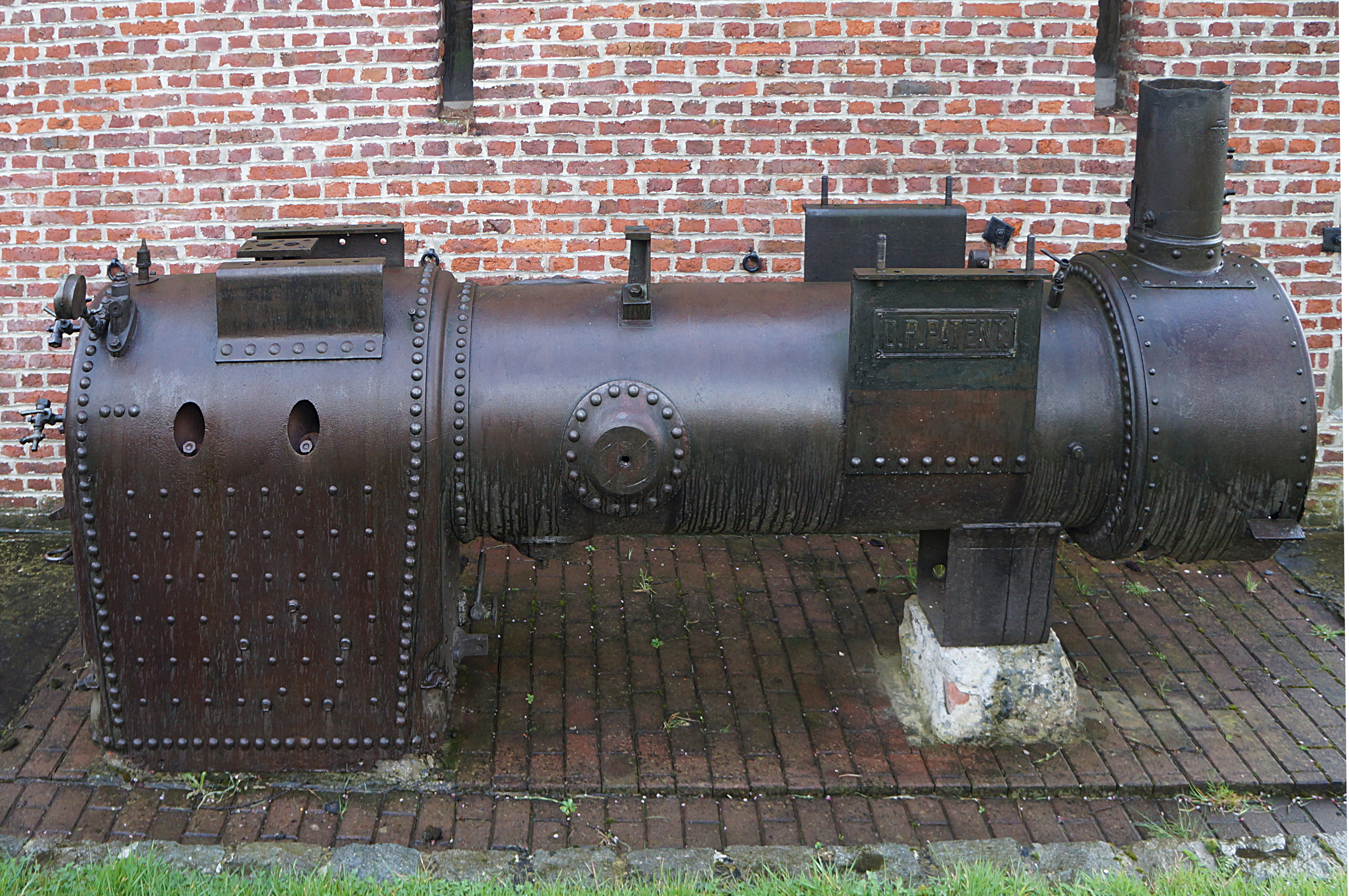
La locomobile, type D.R.Patent, utilisée jadis pour l'étuvage du bois

### Héraldique
| Blason de Felleries | Blason  | Bandé d'or et de gueules.                        |
| Blason de Felleries | Détails | Le statut officiel du blason reste à déterminer. |

## Pour approfondir